# James Whelan (Radsportler)
James „Jimmy“ Whelan (* 11. Juli 1996 in Melbourne) ist ein australischer Radrennfahrer.

## Sportliche Laufbahn
James Whelan begann seine sportliche Laufbahn als Langstreckenläufer. Neben seinen sportlichen Aktivitäten studiert er Stadtplanung (Stand 2018).
2017 errang Whelan bei den Ozeanienmeisterschaften Silber im Straßenrennen. Im Jahr darauf entschied er das U23-Rennen der Flandern-Rundfahrt für sich, nachdem er zuvor bei der australischen U23-Straßenmeisterschaft Zweiter geworden war. In der Gesamtwertung der UCI Oceania Tour 2018 belegte er Rang vier. 2020 wurde er Zweiter der Bergwertung der Herald Sun Tour. 2021 belegte er bei der nationalen Straßenmeisterschaft Rang sechs. Im April des Jahres brach er sich bei einem Sturz auf der zweiten Etappe der Baskenland-Rundfahrt das Becken, so dass er erst ab Juli des Jahres wieder Rennen bestreiten konnte. 2022 wechselte er zum Continentalteam Team BridgeLane und wurde er hinter Lukas Plapp australischer Vize-Meister im Straßenrennen. Weiterhin bestritt er in diesem Jahr lediglich im April und Mai Rennen.
Whelans Ziel für 2023 war die Aufnahme in das australische Nationalteam, um die Tour Down Under bestreiten zu können, was ihm nicht gelang. Er gewann in diesem Jahr eine Etappe der Portugal-Rundfahrt.

## Erfolge
2017
- Ozeanienmeisterschaft – Straßenrennen

2018
- Flandern-Rundfahrt (U23)

2023
- eine Etappe Portugal-Rundfahrt

## Grand Tour-Platzierungen
| Grand Tour            | 2020 | 2021 | 2022 | 2023 |
| --------------------- | ---- | ---- | ---- | ---- |
| Giro d’ItaliaGiro     | 105  | –    | –    | –    |
| Tour de FranceTour    | –    | –    | –    | –    |
| Vuelta a EspañaVuelta | –    | –    | –    | –    |